# Jóvenes Maestros
Los Jóvenes Maestros son un equipo de supervillanos de cómics de ficción creado por Paul Cornell y Mark Brooks. El equipo apareció por primera vez en Dark Reign: Young Avengers # 1 (julio de 2009) como el análogo de los Jóvenes Vengadores.

## Historial de publicaciones
Dark Reign: Jóvenes Maestros  es una serie limitada escrita por Paul Cornell, con el artista Mark Brooks, que presenta un nuevo grupo de adolescentes poderosos que se hacen llamar los Jóvenes Maestros, pero controlados por Norman Osborn. El nuevo equipo es una versión retorcida de los Jóvenes Vengadores, al igual que los Vengadores Oscuros son para Los Vengadores originales.

## Biografía ficticia del equipo
Originalmente ensamblado por Coat of Arms como un examen del proyecto de arte de superheroísmo durante la historia de Dark Reign, el grupo estaba motivado en gran medida por el deseo de Melter II de ser verdaderos héroes, pero obstaculizado significativamente por ideales poco claros y conflictivos, incluida la crueldad al estilo Punisher de Ejecutor II, Big El racismo y las tendencias violentas de Zero, la psicopatía y el hedonismo de Egghead II, y la visión distorsionada de la ética de Coat of Arm. Solo Melter II y Encantadora II mostraron mucho interés en el heroísmo altruista real. El equipo comenzó a llamarse a sí mismos los "Jóvenes Vengadores", pero solo estuvieron activos como superhéroes poco tiempo antes de ser confrontados por los Jóvenes Vengadores reales. Los Jóvenes Vengadores lucharon contra sus contrapartes más oscuras donde examinaron a cada miembro. Aunque Encantadora era una posible candidata para los Jóvenes Vengadores originales, fue rechazada debido a que tenía antecedentes con Loki. Disgustado con la decisión de los Jóvenes Vengadores, el equipo decidió convertirse en los Jóvenes Maestros. Ejecutor contacta a Norman Osborn para obtener su apoyo y el respaldo de los Vengadores Oscuros. Cuando los Jóvenes Vengadores regresan a su cuartel general, llegan los Vengadores Oscuros. Los Jóvenes Maestros ayudan a los Jóvenes Vengadores a luchar contra los Vengadores Oscuros. Después de que los Vengadores Oscuros son repelidos, los Jóvenes Maestros se van.
Después de la historia del "Asedio de Asgard" y el comienzo de la historia de la Era Heroica, los Jóvenes Maestros se mantuvieron bajos tras la derrota de Osborn. Se ven comprometidos cuando Encantadora se debilita y enferma a raíz de la muerte de Loki.
Los Jóvenes Maestros regresan con Ejecutor y Egghead, junto con los nuevos reclutas Mako, Radioactive Kid y una mujer Caballero Negro en un complot para atacar a los villanos mayores para asesinarlos. Más tarde se revela que tenían un benefactor misterioso, el villano Zodiac. No se da ninguna explicación por la ausencia de los otros miembros fundadores del grupo, pero al final de la historia, Zodiac revela que solo necesitaba que uno de ellos se uniera a él, y selecciona a Egghead.
Big Zero, Encantadora II y Coat of Arms son empleados más tarde por Jeremy Briggs. Luchan contra los estudiantes de la Academia Vengadores para permitirle a Briggs completar su objetivo de despojar a todos los superhumanos de la Tierra y dar sus poderes a las personas que son dignas de recibirlos.
En Avengers Undercover, Caballero Negro V, Coat of Arms, Egghead II, Ejecutor II, Mako y Melter II aparecen como miembros de la encarnación de los Maestros del Mal del Consejo de la Sombra. Los Jóvenes Maestros establecen su cuartel general en Snakepit del Constrictor en Bagalia. Durante este tiempo, se muestra que Excavator, Snot y Mudbug se han unido a los Jóvenes Maestros. Durante el tiempo en que Constrictor había enviado a Chase Stein y Deathlocket a la isla A.I.M, se muestra que Encantadora II y Radioactive Kid están en compañía de los Jóvenes Maestros. Al final de la serie, Alex Wilder se une a los Jóvenes Maestros.

## Miembros
Miembros originales: 
- Melter –  Un superhumano que puede hacer que los objetos se derritan. Su verdadero nombre es Chris Colchiss y es el líder del equipo.
- Encantadora – Ella dice ser una Asgardiana y es la novia de Melter donde usa magia. Su verdadero nombre es Sylvie Lushton.
- Ejecutor – Un justiciero sin superpoderes. Es el hijo de la Princesa Python.[18]
- Big Zero – Un neonazi que puede alterar su tamaño y está en una relación con Egghead II. Su verdadero nombre es Amity Hunter.
- Coat of Arms –  Una espadachín cuyo escudo mágico le otorga seis brazos.
- Egghead – Un robot que quiere comprender a la humanidad.

Reclutas posteriores:
- Alex Wilder - Un exmiembro de los Runaways que fue resucitado por Daimon Hellstrom.
- Caballero Negro - Una encarnación femenina del Caballero Negro. Abandonó a los Jóvenes Maestros, pero luego regresó al grupo.
- Death Locket - Rebecca Ryker es la hija de un brillante cibernético que le salvó la vida después de una explosión al fusionarla con la tecnología Deathlok. Sobreviviente de Murder World / Avenger's Arena.
- Excavator - el hijo adolescente de Martinete y miembro temporal de la Brigada de Demolición. La excavadora empuñaba una pala encantada. Más tarde apareció como miembro de los Jóvenes Maestros en las páginas de Avengers Undercover.
- Mako - Un atlante de probeta que se cultivó a partir de las células de Attuma, Orka, Tyrak y U-Man. Mako fue asesinado por Lady Bullseye. Más tarde apareció vivo en las páginas de Avengers Undercover.
- Mudbug -  Un mutante con fisiología de cangrejo de río que fue alumno de la Academia Hellfire del Club Fuego Infernal. Más tarde apareció como miembro de los Jóvenes Maestros en las páginas de Avengers Undercover.
- Radioactive Kid - Un joven criminal con un traje de materiales peligrosos ha demostrado la capacidad de derretir y mutar la carne humana con un toque. Su misma carne brilla y sus ojos brillan visiblemente a través de la visera de su traje.
- Snot - Exalumno de la Academia Hellfire. Puede expulsar grandes cantidades de mocos por la nariz.